# Nojals-et-Clotte
Nojals-et-Clotte ist eine Ortschaft und eine ehemalige französische Gemeinde mit 186 Einwohnern (Stand: 1. Januar 2022) im Département Dordogne in der Region Nouvelle-Aquitaine. Sie gehörte zum Arrondissement Bergerac und zum Kanton Lalinde.
Mit Wirkung vom 1. Januar 2016 wurden die früheren Gemeinden Beaumont-du-Périgord, Labouquerie, Nojals-et-Clotte und Sainte-Sabine-Born zu einer Commune nouvelle namens Beaumontois en Périgord zusammengelegt. Die ehemaligen Gemeinden haben in der neuen Gemeinde über den Status einer Commune déléguée. Der Verwaltungssitz befindet sich im Ort Beaumont-du-Périgord.

## Bevölkerungsentwicklung
| Jahr      | 1962 | 1968 | 1975 | 1982 | 1990 | 1999 | 2008 | 2015 |
| --------- | ---- | ---- | ---- | ---- | ---- | ---- | ---- | ---- |
| Einwohner | 227  | 213  | 178  | 183  | 177  | 193  | 203  | 221  |

## Sehenswürdigkeiten
- Allée couverte du Blanc, seit 1971 als Monument historique ausgewiesen

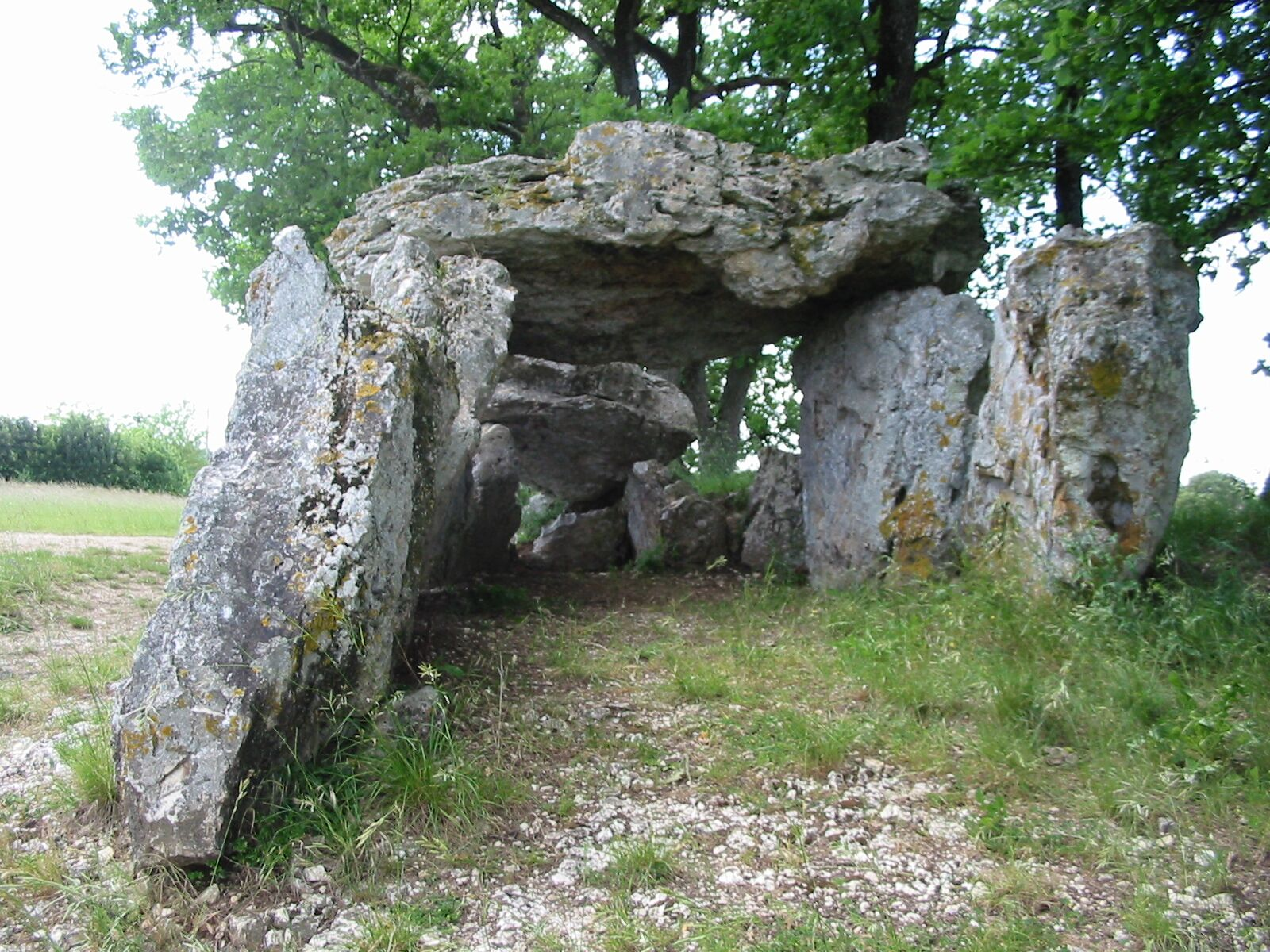
Allée couverte du Blanc

## Persönlichkeiten
- Maria Cälina von der Darstellung (1878–1897), Klarissin